# Il sergente e la signora
Il sergente e la signora (Christmas in Connecticut) è un film statunitense del 1945 diretto da Peter Godfrey.

## Trama
Elisabeth Lane è una brillante redattrice di una rivista per signore: nei suoi articoli, la Lane elogia sempre la sua casa e la sua famiglia, ma in realtà non è sposata e non ha figli. L'affare si complica quando il suo direttore le propone di ospitare per un certo periodo un reduce di guerra.